# Crocidura attila
Crocidura attila је сисар из реда Soricomorpha и фамилије Soricidae.

## Угроженост
Ова врста је наведена као последња брига, јер има широко распрострањење и честа је врста.

## Распрострањење
Ареал врсте покрива средњи број држава. 
Врста има станиште у Нигерији, Камеруну, Централноафричкој Републици (непотврђено) и DR Конгу.

## Станиште
Станиште врсте су шуме.